# Saint-Amand (Creuse)
Saint-Amand é uma comuna francesa na região administrativa da Nova Aquitânia, no departamento de Creuse. Estende-se por uma área de 8,05 km². Em 2010 a comuna tinha 496 habitantes (densidade: 61,6 hab./km²).